# برتا کاستانیه
برتا کاستانیه (متولد ۵ نوامبر ۲۰۰۲ در سابادل) یک بازیگر و مدل کاتالان اسپانیایی است که به دلیل حضورش در نقش نوریا وگا والورده در سریال تحت سوظن (۲۰۱۵) و کارولینا سولوزابال در سریال راز پل قدیمی (۲۰۱۹–۲۰۲۰) شناخته می‌شود. هر دو در آنتنا ۳.

## حرفه
برتا کاستانیه در سال ۲۰۱۳ به نام یک مدل کودک برای فرزندان عدن آغازبه کار نمود. بعد از این، او نخستین بازی خود را در تلویزیون با ایفای نقش اصلی در سریال آنتنا ۳ تحت سوء ظن انجام داد، به نام نوریا وگا والورده، دختری که در روز اشتراکش مفقودمی شود و باعث حوادث‌هایی درسریال می‌شود. بعدها در تله فیلم هایانگلیسی اسپانیایی و لایا شرکت کرد. او همچنین سفیر شرکت Hortensia Maeso Girls بوده و از جمله در کمپین گریز شیرین ایفای نقش کرده‌است.
در سال ۲۰۱۶ نخستین فیلم خود را با فیلمی به کارگردانی بنتورا پونس او، چه جواهری انجام داد!. در همین سال او در سریالقبیله بیگ باند در شبکه کودک کلنTV در تلویزیون اسپانیا با نقش آنا نقش آفرینی نمود. در سال ۲۰۱۷ او با آغازبازی در نقش جولیا در سریال تلویزیونی کاتالونیایی انگار دیروز بود کرد و بعدها برای شرکت در فیلم ونتورا پونز، خانم دالی (۲۰۱۸)، دربارهٔ داستان سالوادور دالی بازگشت. در سال ۲۰۱۹ او یکی از قهرمانان مینی سریال اصلی نتفلیکس روزهای کریسمس بود که نقش شخصیت استر را بازی می‌کرد که در بزرگسالی نقش النا آنایا را بازی می‌کرد.
در سال ۲۰۱۹، او با آغاز بازی در نقش کارولینا سولوزابال در سریال روزانه Antena 3 راز پل قدیمی کرد. در سال ۲۰۲۰ در سریال مانع (La valla) نقش سول را نقش آفرینی نمود. در همان سال نقش دختر را در فیلم کوتاه نبردهای میل بازی کرده‌است.
در ماه ژانویه ۲۰۲۲، او با ایفای نقش لوسیا را در سریال موویستارپلاس+ همه دروغ می‌گویند به کارگردانی پائوفریکساس بازی کرد. در ژانویه همان سال در جوایز فروس برای سریال همه دروغ می‌گویند شرکت کرد. همچنین در سال ۲۰۲۲ او نقش گابی را در سریال نتفلیکس به عدن خوش آمدید (Bienvenidos a Edén) بازی کرد، که شرکت قبلاً در تاریخ ۲۰۲۱ اعلام شده بود. همچنین در سال ۲۰۲۲ در سریال هریداس نقش آفرینی کرد.

## فیلموگرافی

### فیلم
| سال  | عنوان            | نقش       | کارگردان    |
| ---- | ---------------- | --------- | ----------- |
| ۲۰۱۶ | اوه، کوینا جویا! | آینا      | ونتورا پونز |
| ۲۰۱۸ | خانم دالی        | آنا ماریا | ونتورا پونز |

### سریال تلویزیونی
| سال       | عنوان                  | نقش                | کانال             | یادداشت    |
| --------- | ---------------------- | ------------------ | ----------------- | ---------- |
| ۲۰۱۵      | باجو سوسپشا            | نوریا وگا والورده  | آنتن ۳            | ۸ اپیزود   |
| ۲۰۱۵      | زبان اسپانیایی انگلیسی | تمسی               | TVE               | تله فیلم   |
| ۲۰۱۶      | لایا                   | لایا (نینا)        | TV3               | تله فیلم   |
| ۲۰۱۶–۲۰۱۷ | قبیله بیگ باند         | آنا                | تلویزیون قبیله ای | ۲۶ قسمت    |
| ۲۰۱۷–۲۰۲۲ | کام سی فوس آهیر        | جولیا              | TV3               | ۴۱ قسمت    |
| ۲۰۱۹      | دیاس دی نویداد         | استر               | نتفلیکس           | ۲ قسمت     |
| ۲۰۱۹–۲۰۲۰ | راز پل قدیمی           | کارولینا سولوزابال | آنتن ۳            | ۱۶۴ قسمت   |
| ۲۰۲۰      | سد (لا والا)           | سول                | آنتن ۳            | ۲ قسمت     |
| ۲۰۲۲      | همه دروغ می‌گویند       | لوسیا              | + موویستار پلاس   | ۶ قسمت     |
| ۲۰۲۲      | هریداس                 |                    | آنتن ۳            | ۱ قسمت     |
| ۲۰۲۲      | هریداس                 | آترس پرمیوم        |                   | ۱ قسمت     |
| ۲۰۲۲      | به عدن خوش آمدید       | گبی                | نتفلیکس           | ۸ اپیزودیو |

### فیلمهای کوتاه
| سال  | عنوان      | رول  | کارگردان        |
| ---- | ---------- | ---- | --------------- |
| ۲۰۲۰ | میل باتالس | دختر | دنی فیکساس روکا |